# Роудрънър Рекърдс
Роудрънър Рекърдс е звукозаписна компания, която се концентрира основно върху рок и метъл групи. Компанията е една от водещите за този тип музика.

## История
Звукозаписната компания е основан в Нидерландия през 1980 г. и първоначално е наречен „Roadracer Records“. В началото компанията се опитва да вкарва северноамерикански метъл в Европа. През 1986 звукозаписната компания отваря клон в Ню Йорк, а след това и офиси в Германия, Англия, Франция, Япония и Австралия. Първите успешни албуми на лейбъла са на King Diamond (първия изпълнител на Роудрънър Рекърдс, който влиза в чарта на Билборд) и Annihilator. Звукозаписната компания поема и разпространението на ранните албуми на Металика в скандинавския регион. В края на 1980-те години издава 2 емблематични метъл албума, на Obituary (Slowly We Rot) и на Sepultura (Beneath the Remains).
В началото на деветдесетте години издава албумите на Life of Agony, Sepultura и Type O Negative. Последните две групи успяват да придобият голяма популярност. Албумът Chaos A.D. на Sepultura е първият за компанията достигнал до топ 40 на билборд. Албумът Bloody Kisses на Type O Negative става първият златен (по-късно платинен) за Роудрънър Рекърдс. През 2000 албум на Слипнот, също става платинен.